# Airbus Future Jet Trainer

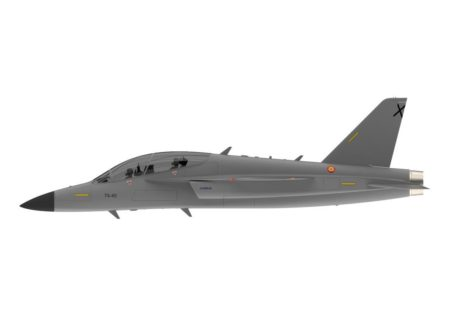
Vue de profil de l'AFJT.

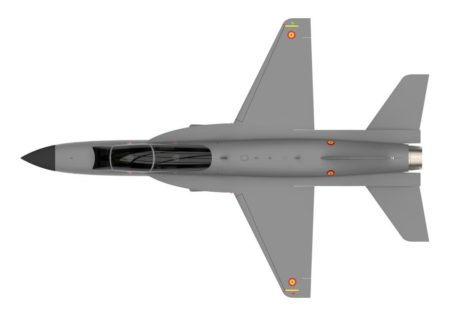
Vue du dessus de l'AFJT.

L'Airbus Future Jet Trainer (AFJT) est un projet militaire d'avion à réaction supersonique monoréacteur d'entrainement à deux places qui devait être produit par Airbus pour l'armée de l'air espagnole en remplacement des Northrop F-5 Freedom Fighter en tant qu'avion d'entraînement avancé.

## Historique
En octobre 2020, Airbus DS Espagne a rendu public le programme comme un « programme conçu par et pour l' Espagne » qui fournirait à l'armée de l'air espagnole les capacités d'entraînement opérationnel requises à l'avenir par les pilotes d'Eurofighter, de F-18 Hornet et potentiellement Système de combat aérien du futur (SCAF). Selon le plan initial, le premier vol d'un prototype AFJT se ferait en 2025 et les premières livraisons clients vers 2027. La durée de vie opérationnelle de l'AFJT devrait être au-delà de 2050.
En janvier 2021, des représentants de l'armée de l'air et de la direction générale de l'armement et du matériel (DGAM) ont indiqué que l'acquisition de 55 avions d'entraînement avancé en deux phases (d'abord 30 unités puis 25 autres) était envisagée.
En mars 2021, le ministère de la Défense a confirmé qu'il ne disposait pas des fonds nécessaires pour financer le projet et qu'il étudiait la possibilité pour la France et l'Allemagne de rejoindre le projet, pays également impliqués dans le développement du SCAF, et d'avoir ainsi accès aux fonds de l'Union européenne.
En 2024, le projet est visiblement abandonné, Airbus se rapprochant de l’italien Leonardo afin de proposer des « systèmes de formation avancés » reposant sur l’avion d’entraînement Aermacchi M-346.

## Description
Le Future Airbus Reaction Trainer ou AFJT (Airbus Future Jet Trainer) est une proposition d'avion d'entraînement militaire avancé faite par Airbus DS Espagne à l'armée de l'air espagnole. L'AFJT serait un avion à réaction transsonique, biplace et monomoteur qui remplacerait l'avion d'entraînement avancé obsolète F-5 Freedom Fighter utilisés par l'armée de l'air espagnole. Des simulateurs de systèmes d'armes pourraient être installés ainsi qu'une bibliothèque de cibles et de menaces.

## Évolution
Selon les besoins, il pourrait intégrer un canon interne et un radar multimodal. De plus, à partir de la base de l'avion d'entraînement avancé AFJT, un avion d'attaque au sol et un avion de chasse léger monoplace pourrait être créé pour des missions de défense aérienne, de police aérienne et de reconnaissance aérienne,. Une nouvelle génération de drone de combat pourrait même être créée. Il pourrait également être utilisé comme avion de voltige aérienne dans la Patrulla Águila.

## Entrainement aérien dans l'armée de l'air espagnole
- Avant: ENAER T-35 Pillán (hélice)-CASA C-101 Aviojet (à réaction)-F-5 Freedom Fighter (à réaction supersonique)
- Étape intermédiaire fin 2021: ENAER T-35 Pillán (hélice)- Pilatus PC-21 (turbopropulseur)-CASA C-101 Aviojet (à réaction)-F-5 Freedom Fighter (à réaction supersonique)
- Depuis août 2022 : ENAER T-35 Pillán (hélice)-Pilatus PC-21 (turbopropulseur)-F-5 Freedom Fighter (à réaction supersonique)[4].
- Après: Pilatus PC-21-AFJT

## Avions comparables
- Yak-130
- Aermacchi M-346